# Ryszard Lerczyński
Ryszard Lerczyński (ur. 1 lub 21 października 1920 w Odrzywole, zm. 1 października 2006 w Łodzi) – polski krawiec, Sprawiedliwy wśród Narodów Świata.

## Życiorys
Podczas okupacji niemieckiej Ryszard Lerczyński mieszkał z rodzicami Marianną i Stanisławem w okolicach Łodzi w miasteczku Ruda Pabianicka przy ulicy Ogrodowej 43. Obecnie lokalizacja znajduje się w obszarze łódzkiej dzielnicy Południe przy ul. Pokładowej. W październiku 1939 r. zaproponował znajomemu mu stolarzowi Chaimowi Putersznytowi kryjówkę urządzoną na poddaszu rodzinnego domu. W przeciągu kilku dni po wprowadzeniu się Putersznyta dołączyła do niego 13-letnia Ruchla Frymar. Oprócz tego Lerczyński przenosił za mury getta prowiant i lekarstwa dla krewnych Putersznyta, z powrotem zabierając ze sobą nadane do niego listy. Kontynuował udzielanie dwójce pomocy po ich dobrowolnej przeprowadzce do łódzkiego getta w październiku 1940 r. Lerczyński przenosił paczki za mury getta do jego likwidacji latem 1944 r. Wówczas osoby, którym udzielał pomocy, zostały wysłane do obozów koncentracyjnych. Oboje przeżyli, a po zakończeniu okupacji niemieckiej pobrali się i wyemigrowali do Brazylii. 
Jad Waszem uhonorował Ryszarda Lerczyńskiego tytułem Sprawiedliwego wśród Narodów Świata 1 września 1992 r.
Ryszard Lerczyński zmarł 1 października 2006 r. Jego grób znajduje się na cmentarzu parafialnym Łódź - Ruda w sektorze A4, 3. rzędzie, w grobie o numerze 14.